# Goabga
Goabga est une commune rurale située dans le département de Niou de la province du Kourwéogo dans la région Plateau-Central au Burkina Faso. En 2020, la population de Goabga est d'environ 3 000 habitants.

## Santé et éducation
Le centre de soins le plus proche de Goabga est le centre de santé et de promotion sociale (CSPS) de Natenga tandis que le centre médical avec antenne chirurgicale (CMA) de la province se trouve à Boussé.
Goabga possède une école primaire. Depuis 2019, le village accueille également un collège d'enseignement général (CEG) composé de cinq classes à terme.